# За тонким человеком
«За тонким человеком» (англ. After the Thin Man) — романтическая комедия 1936 года. Вторая картина из цикла о приключениях супругов-детективов Ника и Норы Чарльз, первый фильм которого был экранизацией одноимённого романа Дэшилла Хэммета, а следующие фильмы сняты с использованием двух главных персонажей, созданных Хэмметом.

## Сюжет
После того, как Ник Чарльз виртуозно распутывает дело Винанта (см. «Тонкий человек»), супруги возвращаются в Сан-Франциско, чтобы насладиться новогодними праздниками и обществом друг друга.
Родственники Норы — её тётя Кэтрин Форрест и кузина Сельма Ландис — пребывают в отчаянии, так как муж Сельмы, Роберт, не появляется дома вот уже трое суток. Они приглашают супругов на ужин, и Кэтрин просит Ника помочь разыскать Роберта. Тот нехотя соглашается.
Далее супруги встречают Дэвида Грэхема, своего близкого друга и бывшего жениха Сельмы. Несмотря на то, что Сельма бросила его ради Роберта, Дэвид по-прежнему любит её и планирует заплатить Роберту крупную сумму, чтобы тот оставил Сельму и более не вмешивался в их отношения. Приступив к расследованию, Нора и Ник отправляются в ресторан «Ли Ши» — любимое заведение Роберта.
Там перед зрителем предстают новые герои: владелец ресторана Дансер, певичка Полли Бирнс и её мнимый брат Фил. В баре супруги Чарльз находят Роберта. Оказывается, что он влюблен в Полли и рассчитывает неплохо зажить с ней после того, как Дэвид заплатит ему отступные. Но планам Роберта не суждено сбыться — тем же вечером его труп обнаруживают неподалёку от особняка Кэтрин Форрест.
Полиция во главе с лейтенантом Абрамсом начинает расследование и арестовывает по подозрению в убийстве Сельму Ландис. Но Ник убежден, что она не убивала мужа, и полон решимости найти истинного преступника. Вскоре происходит ещё два загадочных убийства, но благодаря Нику дело удается распутать.

## В ролях
- Уильям Пауэлл — Ник Чарльз
- Мирна Лой — Нора Чарльз
- Джеймс Стюарт — Дэвид Грэхем
- Алан Маршал — Роберт Ландис
- Элисса Ланди — Сельма Ландис
- Джесси Ральф — Кэтрин Форрест
- Пенни Синглтон — Полли Бирнс
- Пол Фикс — Фил Бирнс, он же Ральф Вест
- Сэм Левин — Лейтенант Абрамс
- Джозеф Каллея — «Танцор»
- Джордж Зукко — Адольф Кеммер

В титрах не указаны
- Хейни Конклин — проводник
- Винс Барнетт — менеджер

## Номинации
В 1937 году фильм был номинирован на получение премии «Оскар» в категории лучший сценарий.